# Tulkunsaari (ö i Nivala-Haapajärvi)
Tulkunsaari är en ö i Finland.   Den ligger i kommunen Pyhäjärvi i den ekonomiska regionen  Nivala-Haapajärvi ekonomiska region  och landskapet Norra Österbotten, i den centrala delen av landet, 400 km norr om huvudstaden Helsingfors. Tulkunsaari ligger i sjön Pyhäjärvi.